# Holger Thiesen

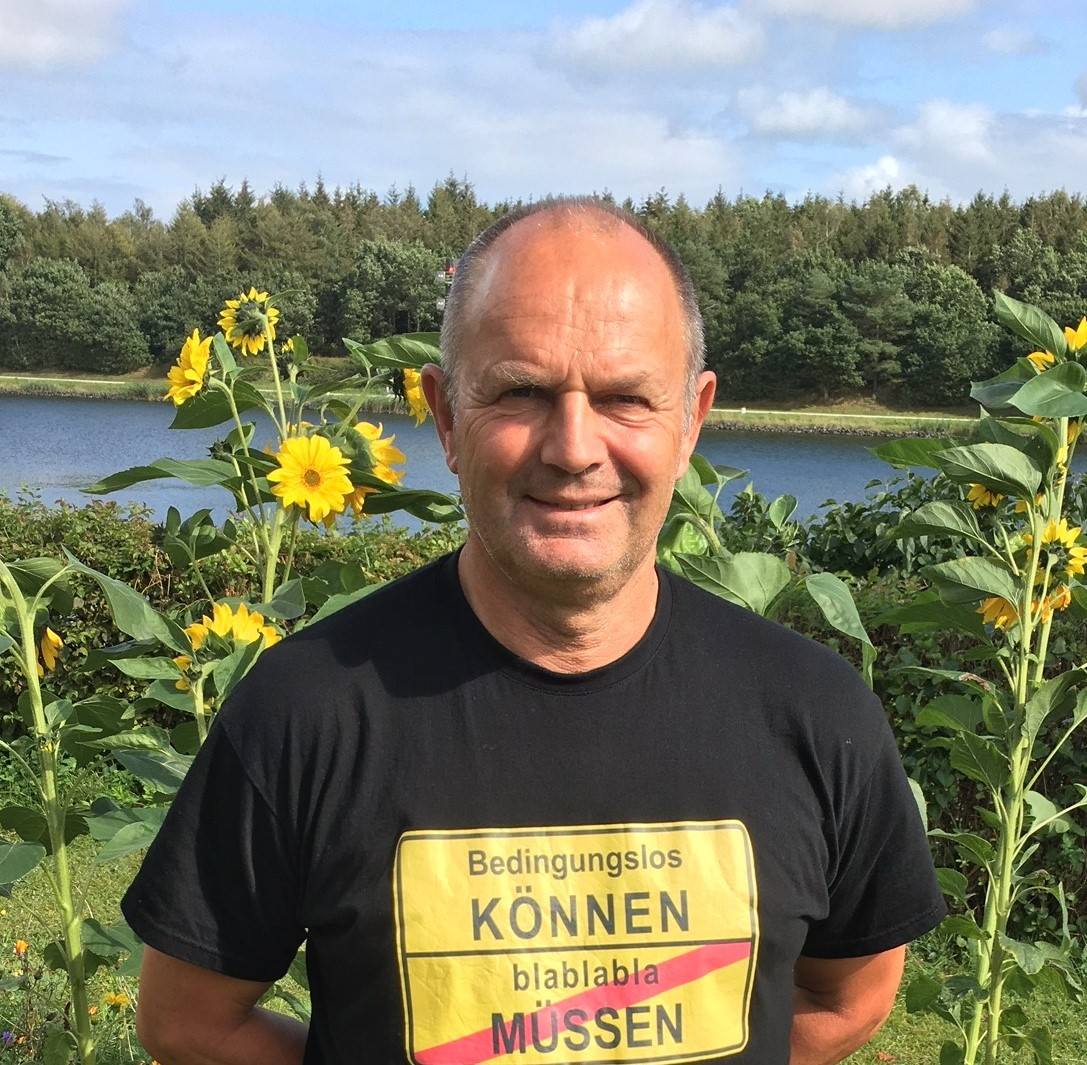
Holger Thiesen (2019)

Holger Thiesen (* 1954) ist ein ehemaliger deutscher Handballspieler.

## Werdegang
Der in Ostenfeld in Nordfriesland aufgewachsene Thiesen spielte für die Vereine TSV Treia und Schleswig 06.
Thiesen spielte in der Saison 1976/77 zeitweise für den THW Kiel in der Handball-Bundesliga. Ab 1977 war der als Spielmacher eingesetzte Linkshänder Mitglied der SG Weiche-Handewitt. Für die Mannschaft aus Flensburg kam er bis 1986 zu 220 Einsätzen, in denen er 989 Tore verbuchte. 1984 stieg er mit Weiche-Handewitt in die Bundesliga auf. Während seiner Zeit in Flensburg weilte Thiesen 1982 zwischenzeitlich sieben Monate in Costa Rica und war dort als Trainer tätig. Mit der Handballauswahl der Christian-Albrechts-Universität zu Kiel wurde Thiesen zweimal deutscher Hochschulmeister, 1984 gewann er mit der Bundeswehr-Nationalmannschaft die Militärweltmeisterschaft.
Nach seiner Zeit bei der SG Weiche-Handewitt wechselte er 1986 zum Regionalligisten Bramstedter TS, später war Thiesen Spielertrainer beim Büdelsdorfer TSV, mit dem er 1988 in die Oberliga aufstieg. Später spielte er beim Rendsburger TSV und war als Lehrwart in die Arbeit des Kreishandballverbands Rendsburg-Eckernförde eingebunden. 2005 gründete er die „Talentschmiede“, mit der er Handballkurse für Jugendliche veranstaltet.
Thiesen, der ein Ingenieursstudium im Fachbereich Hochbau abschloss und eine Ausbildung zum Groß- und Außenhandelskaufmann durchlief, war beruflich als Architekt für Bauunternehmen in Hohenwestedt und Rendsburg tätig, ehe er sich auch den Bereichen Kommunikations- und Motivationstraining, Gesundheit und Lebenshilfe widmete. Thiesen bezeichnet sich selbst als „Lebenslotse“, er ist als Vortragsredner tätig, brachte mehrere Gesellschaftsspiele heraus und organisierte Sportveranstaltungen.

## Politik
Im Raum Rendsburg brachte er sich zunächst in die Lokalpolitik ein. Bei den Bundestagswahlen 2005 und 2009 kandidierte er im Bundestagswahlkreis Rendsburg-Eckernförde für Die PARTEI. 2012 trat er in Rendsburg als parteiloser Kandidat bei der Bürgermeisterwahl an.
Thiesen wurde bei den Protesten während der COVID-19-Pandemie aktiv, dann in den Vorstand der 2020 gegründeten Partei dieBasis gewählt. Er trat bei der Bundestagswahl 2021 als Direktkandidat im Bundestagswahlkreis Rendsburg-Eckernförde an und wurde von den Parteimitgliedern auf den zweiten Platz der Landesliste gesetzt. Bei der Landtagswahl in Schleswig-Holstein 2022 war er Direktkandidat der Basis im Landtagswahlkreis Rendsburg und kandidierte auf den vierten Platz der Landesliste.